# Нижне-Зейская ГЭС
Нижне-Зейская ГЭС — проектируемая гидроэлектростанция на реке Зее,притоке Амура, в Мазановском районе Амурской области. Предполагаемая мощность — 400 МВт, годовая выработка —  2130 млн кВт⋅ч. В здании ГЭС планируется разместить 4 гидроагрегата мощностью по 100 МВт. Станция будет являться контррегулятором расположенной выше крупной Зейской ГЭС. Помимо выработки электроэнергии, важной функцией станции является борьба с паводками.
По мнению проектной организации, строительство Селемджинской и Нижне-Зейской ГЭС позволит контролировать сток Зеи на 85 %, что даст существенный противопаводковый эффект. Объём противопаводковой ёмкости водохранилища Нижне-Зейской ГЭС будет составлять 1 км³. При совместной работе Зейского Нижне-Зейского и Селемджинского водохранилищ в случае прохождения катастрофического паводка повторяемостью 1 раз в 100 лет максимальные расходы воды в Зее должны уменьшиться в 4,7 раза — с 9480 до 2000 м³/с. На реке Амур в районе Хабаровска расходы воды в этом случае должны снизиться на 15-20 %. Экономический эффект от предотвращения наводнений в Амурской области оценивается для Нижне-Зейской ГЭС в 1 млрд рублей в год, при совместной работе с Селемджинской ГЭС — в 10 млрд рублей в год. Вырабатывая возобновляемую электроэнергию и предотвращая таким образом сжигание органического топлива на тепловых электростанциях, Нижне-Зейской ГЭС позволит избежать выбросов парникового углекислого газа в объёме более 2 млн тонн в год.

## История
После окончания строительства Зейской ГЭС с крупным водохранилищем сток реки Зея оказался зарегулирован и возникла возможность создания каскада высокоэффективных низконапорных ГЭС с относительно небольшими площадями затопления. К 1980-м годам был создан проект строительства на нижней Зее каскада ГЭС, состоящего из следующих станций:
| Название ГЭС   | Напор, м | Мощность, МВт | Выработка, млн кВт·ч/год |
| -------------- | -------- | ------------- | ------------------------ |
| Макчанская     | 7,5      | 50            | 300                      |
| Урканская      | 14       | 117           | 700                      |
| Инжанская      | 12,5     | 125           | 750                      |
| Тыгдинская     | 10,5     | 108           | 650                      |
| Чагоянская     | 9,0      | 100           | 600                      |
| Граматухинская | 10,5     | 108           | 650                      |
| Черниговская   | 12,5     | 167           | 1000                     |
| Москвитинская  | 8,0      | 100           | 600                      |
| Синеозерская   | 7,5      | 100           | 600                      |

ГЭС планировались унифицированными, руслового типа, с насыпными земляными плотинами и поворотно-лопастными гидротурбинами. Для удешевления и ускорения строительства планировалось строительство ряда объектов ГЭС из унифицированных блоков, перемещаемых наплавным способом к месту строительства. Начало строительства ГЭС планировалось на 1990-е гг., однако экономический спад в стране, сопровождающийся сокращением потребления электроэнергии, сделал проект строительства неактуальным. Оживление экономики в начале 2000-х гг. вызвало интерес к проекту, которым заинтересовалось ОАО «ГидроОГК», управляющее большинством ГЭС России. В 2006 эта компания анонсировала планы по началу строительства Нижнезейских ГЭС с 2008 года. При этом проект был несколько переработан — было решено отказаться от сооружения Чагоянской ГЭС, но повысить мощность Инжанской ГЭС.
Обеспечение работ по проектированию и строительству ГЭС было возложено на специально созданную дочернюю компанию ОАО «ГидроОГК» — ОАО «Нижне-Зейская ГЭС». Финансирование строительства Нижнезейских ГЭС было включено в инвестиционную программу ГидроОГК на 2007 год. 25 мая 2007 года ОАО «Нижне-Зейская ГЭС» объявило конкурсы на разработку ТЭО, проекта и проведение инженерных изысканий по Граматухинской ГЭС. В связи с ростом затрат на строительство, от начала сооружения ГЭС в 2008 году было решено отказаться. Интерес к проекту вновь возник в 2013 году, после масштабного наводнения в бассейне Амура. Нижне-Зейская ГЭС (бывшая Граматухинская ГЭС) мощностью 400 МВт упоминалась в соглашении между ОАО «РусГидро» и «Сhina Three Gorges Corporation», подписанном 9 ноября 2014 года, но на тот момент к реализации проекта приступить не удалось. 
В 2021 году, после очередного наводнения, планы строительства Нижне-Зейской ГЭС вновь стали обсуждаться. В декабре 2022 года проект был включён в Генеральную схему размещения объектов электроэнергетики до 2035 года, с планируемым вводом в 2026—2030 годах. Проектирование Нижне-Зейской ГЭС было начато входящим в РусГидро институтом «Ленгидропроект» в 2023 году, при этом по сравнению с предыдущими проектными проработками створ ГЭС был перенесён на 45 километров выше по течению, что по заявлениям проектировщиков позволило уменьшить воздействие гидроэлектростанции на окружающую среду, в частности предотвратить влияние на ряд заказников и почти полностью сохранить маршруты миграции сибирской косули.